# Nekrolog 3. Quartal 1943
Nekrolog
◄◄
| ◄
| 1939
| 1940
| 1941
| 1942
| 1943 | 1944 | 1945 | 1946 | 1947 | ► | ►►
1. Quartal |
2. Quartal |
3. Quartal |
4. Quartal 1943
Weitere Ereignisse | Allgemeiner Nekrolog 1943
Die Beschreibung der verstorbenen Person sollte so kurz wie möglich gehalten sein und nur deren signifikante Tätigkeit(en) enthalten.
Neue Namen ggf. auch unter dem Geburts- und Sterbedatum, also etwa unter 1. Januar und im Geburts- und Sterbejahr (2024) eintragen (nur bei entsprechender großer Wichtigkeit). Für Beispiele siehe die schon vorhandenen Artikel.
Außerdem über die fünf zuletzt Verstorbenen, zu denen es einen ausreichend guten Artikel für eine Präsentation auf der Hauptseite gibt, nach der todesbedingten Überarbeitung der Artikel ggf. auch unter Wikipedia Diskussion:Hauptseite informieren und sie am besten auch in den anderen Wikipedia-Sprachversionen eintragen. Tipp: Regelmäßig bei news.google.de nach „ist tot“, „gestorben“ oder „verstorben“ suchen.
Wenn eine Person gestorben ist, gibt es viele Seiten zu dieser Person in der Wikipedia, die davon auch betroffen sind und entsprechend aktualisiert werden müssen. Beispiele: Namenübersichtsseite, Geburtsjahr, Geburtsort-Seiten und viele mehr.
Wie finde ich die betroffenen Seiten?
Im Suchfeld auf der linken Seite gibt man den Suchbegriff so ein: „Vorname Nachname“. Dann klickt man auf Volltext und alle Seiten mit entsprechendem Suchtext werden aufgerufen. Hier sieht man dann schnell, wo auch das Todesjahr Sinn macht oder sogar ein Teil des Artikels angepasst werden muss. Auch hilft das „Werkzeug“ auf der linken Seite sehr gut, um solche Seiten aufzufinden: „Links auf diese Seite“. Somit ist die Wikipedia wieder aktuell in allen Bereichen! Hinweis: bei Eintragung der Kategorie „Gestorben JAHR“ wird der Missbrauchsfilter 49 ausgelöst, was jedoch nicht schlimm ist. Siehe: Spezial:Missbrauchsfilter/49
Dies ist eine Liste von im dritten Quartal 1943 verstorbenen bekannten Persönlichkeiten. Die Einträge erfolgen innerhalb der einzelnen Daten alphabetisch sortiert. Tiere sind im Nekrolog für Tiere zu finden.

## Juli
| Tag      | Name                             | Beruf, bekannt als | Alter | Beleg |
| -------- | -------------------------------- | --- | ----- | ----- |
| 1. Juli  | Willem Arondeus                  | niederländischer Kunstmaler, Schriftsteller und Widerstandskämpfer im Zweiten Weltkrieg                                           | 48    |       |
| 1. Juli  | Johan Brouwer                    | niederländischer Autor, Romanist, Hispanist, Übersetzer und Widerstandskämpfer                                                    | 45    |       |
| 1. Juli  | Karl Gröger                      | österreichischer Widerstandskämpfer gegen das NS-Regime                                                                           | 25    |       |
| 1. Juli  | Leopold Jelinek                  | österreichischer Wickler und Widerstandskämpfer gegen das NS-Regime                                                               | 46    |       |
| 1. Juli  | Siegfried Korach                 | deutscher Arzt | 88    |       |
| 1. Juli  | Werner Kowalski                  | deutscher Widerstandskämpfer im Nationalsozialismus                                                                               | 42    |       |
| 2. Juli  | Salomon Abas                     | niederländischer Violinist, Dirigent und Komponist                                                                                | 43    |       |
| 2. Juli  | Valdemar Bøggild                 | dänischer Turner | 59    |       |
| 2. Juli  | Rika Davids                      | niederländische Sängerin und Revuekünstlerin                                                                                      | 57    |       |
| 2. Juli  | Ben Ali Libi                     | niederländischer Zauberkünstler                                                                                                   | 48    |       |
| 2. Juli  | Robert James Manion              | kanadischer Arzt und Politiker | 61    |       |
| 2. Juli  | Helena Nordheim                  | niederländische Turnerin | 39    |       |
| 3. Juli  | Curt Agthe                       | deutscher Genre- und Landschaftsmaler                                                                                             | 80    |       |
| 3. Juli  | Adolf Dyroff                     | deutscher Philosoph | 77    |       |
| 3. Juli  | Richard Flockenhaus              | deutscher Maler, Radierer und Holzschneider                                                                                       | 67    |       |
| 3. Juli  | Julius Frankenberger             | deutscher Literaturwissenschaftler, Übersetzer und Hochschullehrer                                                                | 55    |       |
| 3. Juli  | Emil Kolben                      | böhmischer Unternehmer in der Elektrotechnik                                                                                      | 80    |       |
| 3. Juli  | Peter Ludwigs                    | deutscher Maler und Bildhauer | 55    |       |
| 3. Juli  | Julius Rastenberger              | deutscher Jockey im Galopprennsport                                                                                               | 56    |       |
| 3. Juli  | Lucienne Rouet                   | französische Schwimmerin | 41    |       |
| 3. Juli  | Joachim von Schönburg-Glauchau   | deutscher Adeliger und Politiker                                                                                                  | 69    |       |
| 3. Juli  | Annie Williams                   | britische Suffragette |       |       |
| 3. Juli  | Theobald Wrba                    | österreichischer Zisterzienser und Abt von Lilienfeld                                                                             | 74    |       |
| 4. Juli  | Victor Cazalet                   | britischer Politiker (Conservative Party)                                                                                         | 46    |       |
| 4. Juli  | Alfred Haushofer                 | deutscher Landschaftsmaler, Zeichner und Illustrator                                                                              | 71    |       |
| 4. Juli  | Władysław Sikorski               | polnischer Offizier und Politiker                                                                                                 | 62    |       |
| 4. Juli  | Maximilian Zürn                  | deutscher Generalmajor | 71    |       |
| 5. Juli  | Timothy T. Ansberry              | US-amerikanischer Jurist und Politiker                                                                                            | 71    |       |
| 5. Juli  | Leonardo Ferrulli                | italienischer Pilot im Zweiten Weltkrieg                                                                                          | 25    |       |
| 5. Juli  | Franco Lucchini                  | italienischer Pilot im Zweiten Weltkrieg                                                                                          | 25    |       |
| 5. Juli  | Frieda Mehler                    | deutsche Dichterin und Kinderbuchautorin                                                                                          | 72    |       |
| 5. Juli  | Franz Riesener                   | deutscher Politiker (Zentrum), MdR                                                                                                | 55    |       |
| 6. Juli  | Karl Eisen                       | deutscher Psychiater | 69    |       |
| 6. Juli  | Josef Gutmann                    | österreichischer Politiker (CSP), Abgeordneter zum Nationalrat                                                                    | 53    |       |
| 6. Juli  | Max von Schenckendorff           | deutscher Offizier, zuletzt General der Infanterie im Zweiten Weltkrieg                                                           | 68    |       |
| 6. Juli  | Margarita Tutulani               | albanische antifaschistische Widerstandskämpferin                                                                                 |       |       |
| 7. Juli  | Patrick Young Alexander          | britischer Luftfahrtpionier | 76    |       |
| 7. Juli  | Erich Scharf                     | deutscher kommunistischer Widerstandskämpfer und Landtagsabgeordneter                                                             | 34    |       |
| 7. Juli  | Hugh Whistler                    | britischer Ornithologe und Polizist in Indien                                                                                     | 53    |       |
| 8. Juli  | Jean Moulin                      | französischer Widerstandskämpfer, Leiter der französischen Résistance während des Zweiten Weltkriegs                              | 44    |       |
| 8. Juli  | Adolf Noether                    | deutscher Blumen- und Landschaftsmaler                                                                                            | 87    |       |
| 8. Juli  | Julius Prüwer                    | österreichischer Dirigent | 69    |       |
| 8. Juli  | Anton Reindl                     | österreichischer kommunistischer Widerstandskämpfer                                                                               | 39    |       |
| 8. Juli  | Émile Rumeau                     | französischer Sportschütze | 64    |       |
| 8. Juli  | Wilhelm Schroeder                | deutscher Politiker (NSDAP), MdR                                                                                                  | 45    |       |
| 8. Juli  | Elli Smula                       | deutsche Straßenbahnschaffnerin und NS-Opfer                                                                                      | 28    |       |
| 8. Juli  | Justinas Staugaitis              | litauischer Geistlicher, Bischof von Telšiai und Politiker                                                                        | 76    |       |
| 8. Juli  | Guillermo Valencia               | kolumbianischer Dichter und Politiker                                                                                             | 69    |       |
| 9. Juli  | Clifford Beers                   | Begründer der amerikanischen Psychiatriereform-Bewegung                                                                           | 67    |       |
| 9. Juli  | Isidor Goudeket                  | niederländischer Turner | 59    |       |
| 9. Juli  | Alfred Heinen                    | deutscher Unterhaltungskünstler und rheinischer Sänger                                                                            | 62    |       |
| 9. Juli  | Han Hollander                    | niederländischer Sportreporter | 56    |       |
| 9. Juli  | Mozes Jacobs                     | niederländischer Turner | 37    |       |
| 9. Juli  | Alida de Jong                    | niederländische Kommunalpolitikerin und Gewerkschafterin                                                                          | 57    |       |
| 9. Juli  | Adalbert Oehler                  | deutscher Bürgermeister und Hochschullehrer                                                                                       | 83    |       |
| 9. Juli  | George Sitwell                   | britischer Sachbuchautor und Parlamentarier                                                                                       | 83    |       |
| 9. Juli  | Clara Walther                    | deutsche Landschafts- und Stilllebenmalerin sowie Radiererin                                                                      | 83    |       |
| 10. Juli | Heinrich Bender                  | deutscher Rugbyspieler und Ruderer                                                                                                | 40    |       |
| 10. Juli | Eduard Bucher                    | Schweizer Politiker | 77    |       |
| 10. Juli | Franz Landauer                   | deutscher Kaufmann und Münchener Opfer des Nationalsozialismus                                                                    | 60    |       |
| 10. Juli | Arthur Nevin                     | US-amerikanischer Komponist, Dirigent und Musikpädagoge                                                                           | 72    |       |
| 10. Juli | Frank Schlesinger                | US-amerikanischer Astronom | 72    |       |
| 10. Juli | Gerhart von Schulze-Gaevernitz   | deutscher Politiker (FVg, FVP, DDP), MdR                                                                                          | 78    |       |
| 11. Juli | Moritz Coschell                  | österreichischer Maler und Illustrator                                                                                            | 70    |       |
| 11. Juli | Ludvig Holstein                  | dänischer Lyriker und Schriftsteller                                                                                              | 78    |       |
| 11. Juli | Richart Reiche                   | deutscher Kunsthistoriker | 66    |       |
| 12. Juli | Vladislav Bobák                  | tschechoslowakischer Widerstandskämpfer gegen den Nationalsozialismus                                                             | 31    |       |
| 12. Juli | Hermann Bohle                    | deutscher Wissenschaftler, NSDAP-Funktionär                                                                                       | 66    |       |
| 12. Juli | Gustav Košulič                   | tschechoslowakischer Funkamateur und Widerstandskämpfer gegen den Nationalsozialismus                                             | 32    |       |
| 12. Juli | Georg Schwarz                    | deutscher Schriftsteller | 46    |       |
| 12. Juli | Erich Würdemann                  | deutscher Marineoffizier | 29    |       |
| 13. Juli | Lorenzo Barcelata                | mexikanischer Komponist | 44    |       |
| 13. Juli | Julius Berger                    | jüdischer deutscher Bauunternehmer, NS-Opfer                                                                                      | 80    |       |
| 13. Juli | Olof Gyldén                      | schwedischer Marineoffizier und Diplomat                                                                                          | 75    |       |
| 13. Juli | Kurt Huber                       | deutscher Volksliedforscher, Professor an der Ludwig-Maximilians-Universität München, Volksliedforscher, Mitglied der Weißen Rose | 49    |       |
| 13. Juli | Ivan Goran Kovačić               | jugoslawischer Schriftsteller | 30    |       |
| 13. Juli | Franz Kralicek                   | österreichischer Maler, Freskant und Plakatkünstler                                                                               | 36    |       |
| 13. Juli | Marytė Melnikaitė                | litauisch-sowjetische Partisanin                                                                                                  | 20    |       |
| 13. Juli | Alexander Schmorell              | deutscher Mitbegründer der Widerstandsgruppe Weiße Rose                                                                           | 25    |       |
| 14. Juli | John von Berenberg-Gossler       | deutscher Politiker, MdHB, Senator, deutscher Botschafter in Rom, Bankier                                                         | 76    |       |
| 14. Juli | Erwin Brünisholz                 | deutscher Maler und Zeichner | 35    |       |
| 14. Juli | Edith Hall Dohan                 | US-amerikanische Klassische Archäologin                                                                                           | 65    |       |
| 14. Juli | Luz Long                         | deutscher Leichtathlet | 30    |       |
| 14. Juli | Wilhelm Mauer                    | österreichischer Elektrikergehilfe und Widerstandskämpfer gegen den Nationalsozialismus                                           | 47    |       |
| 14. Juli | Franz Sachs                      | österreichischer Widerstandskämpfer                                                                                               | 36    |       |
| 15. Juli | Friedrich Kitzinger              | deutscher Hochschullehrer und Jurist                                                                                              | 70    |       |
| 15. Juli | Franz Ofner                      | österreichischer kommunistischer Widerstandskämpfer, Opfer der NS-Justiz                                                          | 21    |       |
| 15. Juli | Erich Salkowski                  | deutscher Mathematiker und Hochschullehrer                                                                                        | 62    |       |
| 15. Juli | Julius Schaxel                   | deutscher Zoologe und Entwicklungsbiologe                                                                                         | 56    |       |
| 16. Juli | Michail Wladimirowitsch Bernazki | russischer Ökonom, Hochschullehrer und Politiker                                                                                  | 66    |       |
| 16. Juli | Adolf Blitz                      | niederländischer Illustrator und Kunstmaler                                                                                       | 38    |       |
| 16. Juli | Arthur Czellitzer                | deutscher Arzt | 72    |       |
| 16. Juli | Helga Deen                       | deutsche Jüdin, Holocaust-Opfer                                                                                                   | 18    |       |
| 16. Juli | Walther Graeßner                 | deutscher Offizier, zuletzt General der Infanterie im Zweiten Weltkrieg                                                           | 52    |       |
| 16. Juli | Saul Raphael Landau              | jüdischer Publizist |       |       |
| 16. Juli | Günther Müller-Stöckheim         | deutscher Offizier, zuletzt Kapitänleutnant                                                                                       | 29    |       |
| 16. Juli | Jitzchak Wittenberg              | jüdischer Kommunist, Führer der Fareinikte Partisaner Organisatzije im Ghetto Wilna                                               |       |       |
| 16. Juli | Klaartje de Zwarte-Walvisch      | niederländisches Holocaustopfer und Tagebuchschreiberin                                                                           | 32    |       |
| 17. Juli | Sepp Amschl                      | österreichischer Lehrer und Komponist                                                                                             | 65    |       |
| 17. Juli | Joseph Weldon Bailey junior      | US-amerikanischer Politiker | 50    |       |
| 17. Juli | Hermann Böse                     | Musiklehrer, Dirigent und Widerstandskämpfer gegen den Nationalsozialismus                                                        | 73    |       |
| 17. Juli | Arthur Byron                     | US-amerikanischer Schauspieler | 71    |       |
| 17. Juli | Walther von Hünersdorff          | deutscher Offizier, zuletzt Generalleutnant im Zweiten Weltkrieg                                                                  | 44    |       |
| 17. Juli | Ernst Isay                       | deutscher Jurist | 62    |       |
| 17. Juli | Heinrich Knocke                  | deutscher Landwirt und Politiker (Landbund), Landtagsabgeordneter Waldeck                                                         | 73    |       |
| 17. Juli | Gustav Melkert                   | Sekretär der Landarbeitergewerkschaft                                                                                             | 53    |       |
| 17. Juli | Ugo Pellis                       | italienischer Romanist und Dialektologe                                                                                           | 60    |       |
| 17. Juli | Franz Stein                      | österreichischer Journalist und Politiker der österreichischen Alldeutschen                                                       | 74    |       |
| 17. Juli | Mathilde Vollmoeller-Purrmann    | deutsche Malerin | 66    |       |
| 17. Juli | Thomas W. Wallace                | US-amerikanischer Rechtsanwalt und Politiker                                                                                      | 43    |       |
| 18. Juli | Jean Alavoine                    | französischer Radsportler | 55    |       |
| 18. Juli | Thomas John Jehu                 | walisischer Geologe | 72    |       |
| 18. Juli | Max Schleisner                   | deutscher Rechtsanwalt und Notar, Offizier und Opfer des Holocaust                                                                | 57    |       |
| 19. Juli | Jekaterina Wassiljewna Budanowa  | sowjetische Jagdfliegerin | 26    |       |
| 19. Juli | Franz Cerny                      | deutscher Kommunist, Widerstandskämpfer                                                                                           | 37    |       |
| 19. Juli | Fritz Fuhrken                    | deutscher Maler des Expressionismus                                                                                               | 48    |       |
| 19. Juli | Gustav Fusch                     | deutscher Manager in der Maschinenbau-Industrie                                                                                   | 71    |       |
| 19. Juli | Harry Heusser                    | österreichischer Maler | 57    |       |
| 19. Juli | Harry Pace                       | US-amerikanischer Aktivist, Musikverleger, Versicherungsmanager und Anwalt                                                        | 59    |       |
| 19. Juli | Giuseppe Terragni                | italienischer Architekt | 39    |       |
| 20. Juli | Anton Schifferer                 | deutscher Politiker (NL, DVP), MdR                                                                                                | 71    |       |
| 20. Juli | Walter Schilling                 | deutscher Offizier, zuletzt Generalleutnant im Zweiten Weltkrieg                                                                  | 47    |       |
| 20. Juli | Mozes Slager                     | niederländischer Violinist | 63    |       |
| 20. Juli | Charles H. Sternberg             | US-amerikanischer Fossiliensammler                                                                                                | 93    |       |
| 20. Juli | Walter Wessel                    | deutscher Offizier, zuletzt Generalleutnant im Zweiten Weltkrieg                                                                  | 51    |       |
| 21. Juli | Theodor von Guérard              | deutscher Jurist und Politiker (Zentrum), MdR                                                                                     | 79    |       |
| 21. Juli | Charles Paddock                  | US-amerikanischer Leichtathlet | 42    |       |
| 21. Juli | Louis Vauxcelles                 | französischer Kunstkritiker | 73    |       |
| 22. Juli | Franz Driver                     | deutscher Jurist und Politiker (Zentrum)                                                                                          | 80    |       |
| 22. Juli | Hermann Elflein                  | deutscher Politiker (KPD) und Widerstandskämpfer                                                                                  | 51    |       |
| 22. Juli | Rudolf Kaminger                  | österreichischer Politiker (SDAP), Landtagsabgeordneter                                                                           | 55    |       |
| 22. Juli | William Fogg Osgood              | US-amerikanischer Mathematiker | 79    |       |
| 22. Juli | Ludwig Ullmann                   | deutscher Architekt | 71    |       |
| 22. Juli | Eduard Zachert                   | deutscher sozialdemokratischer Politiker, Gewerkschafter und antifaschistischer Widerstandskämpfer                                | 62    |       |
| 23. Juli | Gerard Jakob De Geer             | schwedischer Geologe und Politiker, Mitglied des Riksdag                                                                          | 84    |       |
| 23. Juli | Meijer de Hond                   | niederländischer Rabbiner | 60    |       |
| 23. Juli | Isaac Maarsen                    | niederländischer Rabbiner | 51    |       |
| 23. Juli | Anna Polak                       | niederländische Turnerin | 36    |       |
| 23. Juli | Emanuel Querido                  | niederländischer Verleger | 71    |       |
| 24. Juli | Hermann Bruhn                    | deutscher Manager und Politiker                                                                                                   | 71    |       |
| 24. Juli | Abdulaye Yakhine Diop            | senegalesischer Geistlicher |       |       |
| 24. Juli | Edmund Meinel                    | deutscher Unternehmer und Politiker (DVP), MdL                                                                                    | 78    |       |
| 24. Juli | Johannes Rupp                    | deutscher Landwirt, Bürgermeister und Politiker, MdR                                                                              | 78    |       |
| 25. Juli | Walter Grünberg                  | deutscher Prähistoriker | 36    |       |
| 25. Juli | Victor von Zitzewitz             | deutscher Schauspieler | 34    |       |
| 26. Juli | Karl Adam                        | deutscher Jurist und Nationalsozialist                                                                                            | 44    |       |
| 26. Juli | Luis Barros Borgoño              | chilenischer Politiker | 85    |       |
| 26. Juli | Ruth M. Gardiner                 | amerikanische Krankenschwester | 28    |       |
| 26. Juli | Gerhard Hahn                     | deutscher Theologe und Politiker (NSDAP)                                                                                          | 41    |       |
| 26. Juli | Laurence O’Neill                 | irischer Politiker |       |       |
| 26. Juli | Hendrik Prins                    | deutscher Geiger niederländischer Herkunft                                                                                        | 61    |       |
| 27. Juli | Herbert Roper Barrett            | britischer Tennisspieler | 69    |       |
| 27. Juli | Nikolai Filippowitsch Batjuk     | sowjetischer Generalmajor |       |       |
| 27. Juli | Max Karl zu Hohenlohe-Langenburg | österreichisch-deutscher Künstler und Publizist                                                                                   | 42    |       |
| 27. Juli | Josef Jennewein                  | deutscher Skirennläufer und Jagdflieger                                                                                           | 23    |       |
| 27. Juli | Maurice Beublet                  | belgischer Widerstandskämpfer der Roten Kapelle                                                                                   | 39    |       |
| 28. Juli | Willi Boeckmann                  | deutscher Politiker (NSDAP), MdR                                                                                                  | 32    |       |
| 28. Juli | Alfred Corbin                    | französischer Widerstandskämpfer                                                                                                  |       |       |
| 28. Juli | Medardo Griotto                  | italienischer Widerstandskämpfer                                                                                                  | 42    |       |
| 28. Juli | Karl Garbers                     | deutscher Bildhauer | 79    |       |
| 28. Juli | Alex Heskel                      | deutscher Lehrer und Historiker                                                                                                   | 79    |       |
| 28. Juli | Albert Petersen                  | deutscher Schriftsteller | 59    |       |
| 28. Juli | Pierre-Macario Saba              | syrischer melkitisch griechisch-katholischer Erzbischof von Aleppo                                                                | 70    |       |
| 28. Juli | Otto Vehse                       | deutscher Historiker | 41    |       |
| 28. Juli | Sophus Wangøe                    | dänischer Kameramann beim dänischen und deutschen Stummfilm                                                                       | 70    |       |
| 28. Juli | Tom Wyllie                       | schottischer Fußballspieler | 73    |       |
| 29. Juli | Jean Clédat                      | französischer Ägyptologe und Koptologe                                                                                            | 72    |       |
| 29. Juli | Ferdinand Preiss                 | deutscher Bildhauer und Elfenbeinschnitzer des Art déco                                                                           | 61    |       |
| 29. Juli | Robert Quiskamp                  | deutscher Geistlicher und Märtyrer                                                                                                | 61    |       |
| 30. Juli | Wilhelm Ritter von Borscht       | deutscher Politiker und Bürgermeister von München                                                                                 | 86    |       |
| 30. Juli | Anna Croissant-Rust              | deutsche Schriftstellerin | 82    |       |
| 30. Juli | Benjamin Dale                    | englischer Organist und Komponist                                                                                                 | 58    |       |
| 30. Juli | Max Eitingon                     | Arzt und Psychoanalytiker | 62    |       |
| 30. Juli | Marie-Louise Giraud              | französische, wegen Schwangerschaftsabbrüchen Hingerichtete                                                                       | 39    |       |
| 30. Juli | Rudolf Hartl                     | österreichischer sozialdemokratischer Widerstandskämpfer, Opfer der NS-Justiz                                                     | 33    |       |
| 30. Juli | Rudolf Smolik                    | österreichischer kommunistischer Widerstandskämpfer und Opfer der NS-Justiz                                                       | 41    |       |
| 30. Juli | Giovanni Zibordi                 | italienischer politischer Journalist                                                                                              | 72    |       |
| 31. Juli | Theodor Ehemann                  | württembergischer Oberamtmann | 74    |       |
| 31. Juli | Hellmut Eichrodt                 | deutscher Maler und Grafiker | 71    |       |
| 31. Juli | Lida Gustava Heymann             | deutsche Frauenrechtlerin | 75    |       |
| 31. Juli | Max Le Blanc                     | deutscher Elektrochemiker | 78    |       |
| 31. Juli | Zdzisław Lubomirski              | polnischer Aristokrat, Großgrundbesitzer und Politiker                                                                            | 78    |       |
| 31. Juli | Ernst Schultze                   | deutscher Nationalökonom und Soziologe                                                                                            | 68    |       |
| 31. Juli | Rodger Young                     | US-amerikanischer Kriegsheld | 25    |       |
|          | Wilhelm Bluhm                    | deutscher SS-Sturmbannführer und Kriminaldirektor                                                                                 | 44    |       |
|          | Jywan Kyrla                      | russischer Lyriker und Schauspieler                                                                                               | 34    |       |
|          | Klara Segałowicz                 | Schauspielerin | 45    |       |
|          | Niuta Tajtelbaum                 | polnische Widerstandskämpferin gegen den Nationalsozialismus                                                                      |       |       |
|          | Charles Yeater                   | US-amerikanischer Politiker |       |       |

## August
| Tag        | Name                                  | Beruf, bekannt als                                                                     | Alter | Beleg |
| ---------- | ------------------------------------- | -------------------------------------------------------------------------------------- | ----- | ----- |
| 1. August  | Herrmann A. L. Degener                | deutscher Verleger                                                                     | 69    |       |
| 1. August  | Ismar Elbogen                         | deutsch-jüdischer Gelehrter                                                            | 68    |       |
| 1. August  | Lin Sen                               | chinesischer Politiker; Präsident der Republik China                                   |       |       |
| 1. August  | Lidija Wladimirowna Litwjak           | sowjetische Jagdfliegerin                                                              | 21    |       |
| 1. August  | Tim Williamson                        | englischer Fußballtorwart                                                              | 59    |       |
| 2. August  | Miyagi Yotoku                         | japanischer Marxist                                                                    | 40    |       |
| 2. August  | Alois Muna                            | tschechoslowakischer Politiker (KPTsch)                                                | 57    |       |
| 2. August  | Mathilde Sussin                       | österreichische Schauspielerin                                                         | 66    |       |
| 2. August  | Hans Zorn                             | deutscher Offizier, zuletzt General der Infanterie im Zweiten Weltkrieg                | 51    |       |
| 3. August  | Corky Cornelius                       | US-amerikanischer Jazz-Trompeter                                                       | 28    |       |
| 3. August  | Martin McNulty Crane                  | US-amerikanischer Politiker                                                            | 87    |       |
| 3. August  | Karl Grunsky                          | deutscher Historiker und Musikschriftsteller                                           | 72    |       |
| 3. August  | Leonti Nikolajewitsch Gurtjew         | sowjetischer Generalmajor                                                              |       |       |
| 3. August  | Emil Haag                             | schwedischer Fußballspieler                                                            | 27    |       |
| 3. August  | William I. Nolan                      | US-amerikanischer Politiker                                                            | 69    |       |
| 3. August  | Johannes Max Hugo Richter             | deutscher Veterinärmediziner                                                           | 65    |       |
| 4. August  | Hans Becker                           | deutscher Geologe und Paläontologe                                                     | 43    |       |
| 4. August  | Francis D. Culkin                     | US-amerikanischer Politiker                                                            | 68    |       |
| 4. August  | Heinz Lüsch                           | deutscher Kunsterzieher und Maler                                                      | 32    |       |
| 4. August  | Anton Reisinger                       | österreichischer Widerstandskämpfer, KPÖ-Funktionär und NS-Opfer                       | 40    |       |
| 4. August  | Adalbert von Unruh                    | deutscher Jurist                                                                       | 37    |       |
| 5. August  | Liane Berkowitz                       | deutsche Widerstandskämpferin                                                          | 19    |       |
| 5. August  | Cato Bontjes van Beek                 | deutsche Widerstandskämpferin gegen den Nationalsozialismus                            | 22    |       |
| 5. August  | Eva-Maria Buch                        | deutsche Widerstandskämpferin im Nationalsozialismus                                   | 22    |       |
| 5. August  | Charles Bünte                         | deutscher Pianist, Hochschullehrer und Komponist                                       | 63    |       |
| 5. August  | Hilde Coppi                           | deutsche Widerstandskämpferin                                                          | 34    |       |
| 5. August  | Ursula Goetze                         | deutsche Widerstandskämpferin gegen den Nationalsozialismus                            | 27    |       |
| 5. August  | Emil Hübner                           | deutscher Widerstandskämpfer                                                           | 81    |       |
| 5. August  | Else Imme                             | deutsche Widerstandskämpferin                                                          | 57    |       |
| 5. August  | Walter Klingenbeck                    | deutscher Widerstandskämpfer gegen den Nationalsozialismus                             | 19    |       |
| 5. August  | Ernst Albin Kock                      | schwedischer Germanist                                                                 | 78    |       |
| 5. August  | Annie Krauß                           | deutsche Widerstandskämpferin                                                          |       |       |
| 5. August  | Adam Kuckhoff                         | deutscher Schriftsteller und Widerstandskämpfer gegen den Nationalsozialismus          | 55    |       |
| 5. August  | Ingeborg Kummerow                     | deutsche Widerstandskämpferin                                                          | 30    |       |
| 5. August  | Klara Schabbel                        | deutsche Widerstandskämpferin                                                          | 48    |       |
| 5. August  | Rose Schlösinger                      | deutsche Widerstandskämpferin                                                          | 35    |       |
| 5. August  | Oda Schottmüller                      | deutsche Tänzerin und Bildhauerin                                                      | 38    |       |
| 5. August  | Maria Terwiel                         | deutsche Widerstandskämpferin gegen den Nationalsozialismus                            | 33    |       |
| 5. August  | Frida Wesolek                         | deutsche Widerstandskämpferin gegen den Faschismus                                     | 55    |       |
| 5. August  | Gerhard Wörner                        | deutscher Betriebswirt                                                                 | 65    |       |
| 6. August  | Elisabeth Bethge                      | deutsche Widerstandskämpferin gegen den Nationalsozialismus                            | 38    |       |
| 6. August  | Hans Gruner                           | deutscher Afrikaforscher und Kolonialbeamter in Togo                                   | 78    |       |
| 6. August  | Arthur Knautz                         | deutscher Handballspieler                                                              | 32    |       |
| 6. August  | Walter O. Stahl                       | deutscher Schauspieler, Theaterregisseur und -intendant                                | 59    |       |
| 6. August  | Heinrich Wetzlar                      | deutscher Richter                                                                      | 75    |       |
| 7. August  | Sarah Purser                          | irische Malerin und Kunstförderin                                                      | 95    |       |
| 7. August  | Hanna Schamraj-Hruschewska            | ukrainische Historikerin                                                               | 74    |       |
| 7. August  | Gustav Schmidt                        | deutscher Offizier, zuletzt Generalleutnant im Zweiten Weltkrieg                       | 49    |       |
| 7. August  | C. Bascom Slemp                       | US-amerikanischer Politiker                                                            | 72    |       |
| 8. August  | Leon Asher                            | deutscher Physiologe                                                                   | 78    |       |
| 8. August  | Otto Gennes                           | deutscher Genossenschaftsfunktionär                                                    | 68    |       |
| 8. August  | Harris Horder                         | australischer Radsportler und US-amerikanischer Soldat                                 | 42    |       |
| 9. August  | Robert Boden                          | deutscher Verwaltungsjurist und Politiker                                              | 77    |       |
| 9. August  | Franz Jägerstätter                    | österreichischer Kriegsdienstverweigerer im Zweiten Weltkrieg                          | 36    |       |
| 9. August  | Chaim Soutine                         | weißrussischer Maler                                                                   |       |       |
| 9. August  | Bodo von Witzendorff                  | deutscher General der Flieger im Zweiten Weltkrieg                                     | 66    |       |
| 10. August | Franz Cisar                           | österreichischer Fußballspieler                                                        | 34    |       |
| 10. August | Axel Runström                         | schwedischer Wasserballspieler und Wasserspringer                                      | 59    |       |
| 11. August | Erich Balla                           | deutscher Offizier, zuletzt Generalmajor im Zweiten Weltkrieg                          | 58    |       |
| 11. August | Ernst Beuthke                         | deutscher kommunistischer Widerstandskämpfer gegen den Nationalsozialismus             | 40    |       |
| 11. August | Hermann Kreß                          | deutscher Offizier, zuletzt Generalleutnant im Zweiten Weltkrieg                       | 48    |       |
| 11. August | Wilhelm Ohnesorge                     | deutscher Historiker, Geologe, Heimatschützer und Gymnasiallehrer                      | 88    |       |
| 11. August | Albert Pfeifer                        | österreichischer und deutscher Skirennläufer                                           | 23    |       |
| 11. August | Werner Spannagel                      | deutscher Boxer                                                                        | 33    |       |
| 11. August | Ella Trebe                            | deutsche Widerstandskämpferin gegen den Nationalsozialismus                            | 40    |       |
| 11. August | Lloyd Trigg                           | neuseeländischer Kampfpilot                                                            | 29    |       |
| 12. August | Wolfgang von Chamier-Glisczinski      | deutscher Generalleutnant im Zweiten Weltkrieg                                         | 49    |       |
| 12. August | Kurt Eggers                           | deutscher Schriftsteller und nationalsozialistischer Kulturpolitiker                   | 37    |       |
| 12. August | Hermann Frieb                         | österreichischer Sozialdemokrat                                                        | 33    |       |
| 12. August | Franz Herold                          | österreichischer Dichter und Schriftsteller                                            | 89    |       |
| 12. August | Emil Markow                           | bulgarischer Politiker und Revolutionär                                                | 38    |       |
| 12. August | Luigi Mozzani                         | italienischer Gitarrist, Lautenist, Komponist und Gitarrenbauer                        | 74    |       |
| 12. August | Cornélie van Oosterzee                | niederländische Pianistin, Dirigentin und Komponistin                                  | 79    |       |
| 12. August | Vittorio Sella                        | italienischer Alpinist und Bergfotograf                                                | 83    |       |
| 12. August | Bebo Wager                            | deutscher Widerstandskämpfer, Gründer einer Widerstandsgruppe gegen das NS-Regime      | 37    |       |
| 13. August | Jakob Gapp                            | österreichischer Priester im Widerstand gegen den Nationalsozialismus                  | 46    |       |
| 13. August | Carl Harz                             | deutscher Schiffsmakler und Schriftsteller                                             | 83    |       |
| 13. August | Antonio Marovelli                     | italienischer Turner                                                                   | 47    |       |
| 14. August | Lore Berger                           | Schweizer Schriftstellerin                                                             | 21    |       |
| 14. August | Adolf Hacker                          | deutscher Maler                                                                        | 70    |       |
| 14. August | Flora Philip                          | schottische Mathematikerin                                                             | 78    |       |
| 15. August | Heinrich von Bünau                    | deutscher Offizier, zuletzt General der Infanterie                                     | 69    |       |
| 15. August | Wolfgang Edlinger                     | österreichischer Politiker (CSP), Abgeordneter zum Nationalrat                         | 54    |       |
| 15. August | Hans Hassenteufel                     | deutscher Porträt- und Aktmaler                                                        | 56    |       |
| 15. August | Hans Seger                            | deutscher Prähistoriker                                                                | 78    |       |
| 16. August | David Adams                           | britischer Politiker (Labour Party)                                                    | 72    |       |
| 16. August | Mary Bell                             | schottisch-britische Kommunalpolitikerin, Friedensrichterin und Suffragette            | 80    |       |
| 16. August | Italico Brass                         | italienischer Maler und Kunstsammler                                                   | 72    |       |
| 16. August | Gunnar Eilifsen                       | norwegischer Polizeibeamter                                                            | 45    |       |
| 16. August | Jan Habrda                            | tschechoslowakischer Funkamateur und Widerstandskämpfer gegen den Nationalsozialismus  | 30    |       |
| 16. August | Damazy Kotowski                       | polnischer Maler                                                                       | 81    |       |
| 16. August | Elisabeth Obreen                      | niederländische Malerin und Zeichnerin                                                 | 75    |       |
| 16. August | Wilhelm Otto                          | deutscher Bildhauer                                                                    | 72    |       |
| 16. August | Theodor Anton Ruf                     | österreichischer Architekt und Baumeister                                              | 78    |       |
| 16. August | Julius Sommer                         | deutscher Mathematiker                                                                 | 72    |       |
| 16. August | William M. Wright                     | Generalleutnant der US-Army                                                            | 79    |       |
| 17. August | Eugen Fried                           | slowakischer Politiker                                                                 | 43    |       |
| 17. August | Karl Heinz Probsthain                 | deutscher Theologe                                                                     | 35    |       |
| 17. August | Werner Sporleder                      | deutscher Verwaltungsjurist in Preußen                                                 | 67    |       |
| 17. August | Willem van Waterschoot van der Gracht | niederländischer Geologe                                                               | 70    |       |
| 18. August | Louis Agnel                           | französischer Skirennläufer                                                            | 25    |       |
| 18. August | Maurice Couette                       | französischer Physiker                                                                 | 85    |       |
| 18. August | Arnold Gassmann                       | Schweizer Zollbeamter                                                                  | 69    |       |
| 18. August | Friedrich Moritz Hartogs              | deutscher Mathematiker                                                                 | 69    |       |
| 18. August | Charles Hueber                        | französischer Politiker, Abgeordneter und Bürgermeister von Straßburg                  | 59    |       |
| 18. August | Hans Jeschonnek                       | Generalstabschef der Luftwaffe und Generaloberst                                       | 44    |       |
| 18. August | Josef Molák                           | tschechischer Gewerkschafter, kommunistischer Funktionär und Widerstandskämpfer        | 50    |       |
| 18. August | Ludwig Schweickert                    | deutscher Ringer                                                                       | 28    |       |
| 18. August | Karl Siegl                            | Historiker, Stadtarchivar und Museumsleiter                                            | 91    |       |
| 18. August | Əliağa Şıxlinski                      | kaiserlich-russischer, aserbaidschanischer und sowjetischer Offizier                   | 80    |       |
| 18. August | Walter Thiel                          | deutscher Ingenieur, Raketenkonstrukteur                                               | 33    |       |
| 18. August | Franz Zielasko                        | deutscher kommunistischer Widerstandskämpfer                                           | 47    |       |
| 19. August | Aleksander Ipsberg                    | estnischer Bildhauer                                                                   | 34    |       |
| 19. August | Sophie König                          | Opernsängerin (Sopran) und Theaterschauspielerin                                       | 88    |       |
| 19. August | Émile Marchoux                        | französischer Tropenmediziner                                                          | 81    |       |
| 19. August | Reinhold Merten                       | deutscher Dirigent                                                                     | 49    |       |
| 19. August | Ludwig Raschdau                       | deutscher Jurist und Diplomat                                                          | 93    |       |
| 19. August | Heinrich Schaub                       | deutscher Fußballspieler                                                               | 31    |       |
| 20. August | Rita Arnould                          | belgische Widerstandskämpferin                                                         |       |       |
| 20. August | Kārlis Ducmanis                       | lettischer Rechtsanwalt, Publizist und Diplomat                                        | 61    |       |
| 20. August | Flora Springer                        | belgische Résistance-Kämpferin                                                         |       |       |
| 21. August | Karl Ebermaier                        | Kaiserlicher Gouverneur von Kamerun                                                    | 80    |       |
| 21. August | Julie Elias                           | deutsche Modejournalistin und Kochbuchautorin                                          | 77    |       |
| 21. August | Hilda Hewlett                         | britisch-neuseeländische Pilotin und Gründerin der ersten englischen Flugschule        | 79    |       |
| 21. August | Abraham Merritt                       | amerikanischer Journalist und Autor                                                    | 59    |       |
| 21. August | William Lyon Phelps                   | US-amerikanischer Literaturwissenschaftler und Hochschullehrer                         | 78    |       |
| 21. August | Henrik Pontoppidan                    | dänischer Schriftsteller                                                               | 86    |       |
| 21. August | Felix Wach                            | deutscher Jurist und sächsischer Verwaltungsbeamter                                    | 72    |       |
| 22. August | Valentina Archipowa                   | sowjetische Fremdarbeiterin, Opfer der NS-Kriegsjustiz                                 |       |       |
| 22. August | William N. Baltz                      | US-amerikanischer Politiker                                                            | 83    |       |
| 22. August | Alexander Bessmertny                  | deutscher Schriftsteller                                                               | 55    |       |
| 22. August | Franz Maierhofer                      | deutscher Politiker (NSDAP), MdR, Gauleiter                                            | 45    |       |
| 22. August | Anton Raky                            | deutscher Konstrukteur und Unternehmer, Pionier der Tiefbohrtechnik                    | 75    |       |
| 22. August | Paul Schober                          | deutscher Rheumatologe                                                                 | 78    |       |
| 22. August | Shimazaki Tōson                       | japanischer Schriftsteller der Meiji- und frühen Showa-Zeit                            | 71    |       |
| 23. August | Hugo Herrmann                         | deutscher Politiker (DDP), MdR                                                         | 64    |       |
| 23. August | Fritz Pellkofer                       | deutscher Skisportler                                                                  | 41    |       |
| 23. August | Hans Simmel                           | deutscher Mediziner und Hochschullehrer                                                | 52    |       |
| 23. August | Friedrich Wolsegger                   | österreichischer Politiker                                                             | 61    |       |
| 24. August | Ernst Anemüller                       | deutscher Philologe, Lehrer und Bibliothekar                                           | 83    |       |
| 24. August | Marija Petrowna Lilina                | russische Theaterschauspielerin                                                        | 77    |       |
| 24. August | Ettore Muti                           | italienischer Politiker und Militär der Italienischen Fascisti                         | 41    |       |
| 24. August | Ernst Ottwalt                         | deutscher Schriftsteller und Hörspielautor                                             | 41    |       |
| 24. August | Bruno Raute                           | deutscher Buchdrucker und Journalist                                                   | 77    |       |
| 24. August | Simone Weil                           | französische Philosophin und Autorin                                                   | 34    |       |
| 24. August | Karl Zinn                             | deutscher Widerstandskämpfer                                                           | 37    |       |
| 25. August | Richard Blumenfeld                    | deutscher Unternehmer                                                                  | 79    |       |
| 25. August | Paul von Eltz-Rübenach                | deutscher Politiker (parteilos), Reichsverkehrs- und Reichspostminister                | 68    |       |
| 25. August | Karl Freund                           | deutscher Kunsthistoriker                                                              | 61    |       |
| 25. August | Rudolf Haas                           | österreichischer Schriftsteller                                                        | 66    |       |
| 25. August | Johan Petter Johansson                | schwedischer Erfinder und Industrieller                                                | 89    |       |
| 25. August | Theodor Korselt                       | deutscher Jurist, Genealoge und Heimatforscher                                         | 51    |       |
| 25. August | Anton Müller                          | deutscher Politiker (KPD), MdL und Widerstandskämpfer gegen den Nationalsozialismus    | 55    |       |
| 25. August | Karl Wischke                          | deutscher Architekt, Dozent, Maler und Zeichner                                        | 71    |       |
| 26. August | Giulio Aquila                         | ungarischer kommunistischer Funktionär                                                 | 49    |       |
| 26. August | Vladimirs Petrovs                     | lettischer Schachmeister                                                               | 34    |       |
| 26. August | Ted Ray                               | britischer Golfspieler                                                                 | 66    |       |
| 27. August | José Gaspar d’Afonseca e Silva        | brasilianischer Geistlicher, Erzbischof von São Paulo                                  | 42    |       |
| 27. August | Salomon Garf                          | niederländischer Maler und Grafiker                                                    | 63    |       |
| 27. August | Lien Kuijper                          | niederländische Widerstandskämpferin                                                   | 20    |       |
| 27. August | Herbert Kuppisch                      | deutscher Marineoffizier und U-Bootkommandant im Zweiten Weltkrieg                     | 33    |       |
| 27. August | Rudolf Masl                           | österreichischer Schlossergehilfe und Widerstandskämpfer gegen den Nationalsozialismus | 23    |       |
| 27. August | Constantin Prezan                     | rumänischer General und Marschall von Rumänien                                         | 82    |       |
| 27. August | Cecil Price-Jones                     | britischer Pathologe und Hämatologe                                                    |       |       |
| 27. August | Martin Romberg                        | deutscher evangelisch-lutherischer Geistlicher                                         | 86    |       |
| 27. August | Otto Selz                             | deutscher Philosoph, Psychologe und Hochschullehrer                                    | 62    |       |
| 28. August | Boris III.                            | bulgarischer König                                                                     | 49    |       |
| 28. August | Isidor Caro                           | deutscher Rabbiner der jüdischen Gemeinde in Köln                                      |       |       |
| 28. August | Georg Hellat                          | estnischer Architekt                                                                   | 73    |       |
| 28. August | Richard Joseph Hopkins                | US-amerikanischer Jurist und Politiker                                                 | 70    |       |
| 28. August | Ernst Lindemann                       | deutscher Maler                                                                        | 74    |       |
| 28. August | Luigi Perenni                         | italienischer Skisportler und Soldat                                                   | 30    |       |
| 28. August | Elias Tcherikower                     | Historiker                                                                             | 62    |       |
| 28. August | George Underwood                      | US-amerikanischer Leichtathlet und Sportjournalist                                     | 58    |       |
| 28. August | Rudolf Zimmermann                     | deutscher Verleger und Fotograf                                                        | 64    |       |
| 29. August | Amy Bock                              | neuseeländische Hochstaplerin und Trickbetrügerin                                      | 84    |       |
| 29. August | John N. Williamson                    | US-amerikanischer Politiker                                                            | 87    |       |
| 29. August | Margarete Zuelzer                     | deutsche Zoologin                                                                      | 66    |       |
| 30. August | Werner von Bülow                      | deutscher Generalmajor der Wehrmacht                                                   | 45    |       |
| 30. August | René Féger                            | französischer Leichtathlet                                                             | 39    |       |
| 30. August | Gustav Sigmund Reinhard von Gemmingen | württembergischer Offizier und Kammerherr, Grundherr in Bürg und Rappenau              | 72    |       |
| 30. August | Julius Glattfelder                    | ungarischer Geistlicher, römisch-katholischer Bischof                                  | 69    |       |
| 30. August | Erich Hoyer                           | deutscher Pastor in Oldenburg und Isenhagen                                            | 62    |       |
| 30. August | Eustáquio van Lieshout                | niederländischer Ordensgeistlicher, Seliger                                            | 52    |       |
| 30. August | Eddy de Neve                          | niederländischer Fußballspieler                                                        | 58    |       |
| 30. August | Michael Joseph O’Brien                | kanadischer Geistlicher und römisch-katholischer Erzbischof von Kingston               | 69    |       |
| 31. August | Gustav Bachmann                       | deutscher Admiral im Ersten Weltkrieg                                                  | 83    |       |
| 31. August | Alfred Kottek                         | deutscher Politiker (NSDAP), MdR                                                       | 37    |       |
| 31. August | Renée Lévy                            | französische Widerstandskämpferin                                                      | 36    |       |
| 31. August | Maurits van Praag                     | niederländischer Theaterschauspieler                                                   | 50    |       |
| 31. August | Elisabeth Vreede                      | niederländische Mathematikerin und Anthroposophin                                      | 64    |       |
|            | Berthold Bormann                      | deutscher Widerstandskämpfer gegen den Nationalsozialismus                             | 38    |       |
|            | Samuel Morgenstern                    | österreichischer Geschäftsmann und ein Geschäftspartner des jungen Hitler              |       |       |
|            | Gustav Stracke                        | deutscher Astronom                                                                     | 56    |       |
|            | Wilmer Watts                          | US-amerikanischer Old-Time-Musiker                                                     |       |       |

## September
| Tag           | Name                                   | Beruf, bekannt als | Alter | Beleg |
| ------------- | -------------------------------------- | --- | ----- | ----- |
| 1. September  | Karl Aas                               | norwegischer Turner | 44    |       |
| 1. September  | Charles Atangana                       | kamerunischer Politiker |       |       |
| 1. September  | August Brunetti-Pisano                 | österreichischer Komponist | 72    |       |
| 1. September  | Richard Erich Gadegast                 | deutscher Offizier | 90    |       |
| 1. September  | William Wymark Jacobs                  | englischer Autor von Kurzgeschichten und Romanen                                                                              | 79    |       |
| 1. September  | Oskar Wolff                            | deutscher Industrieller und Politiker                                                                                         | 85    |       |
| 2. September  | Christian Burckhardt                   | deutscher Glasmaler | 87    |       |
| 02. September | Ernest Ebbage                          | britischer Tauzieher | 70    |       |
| 2. September  | Wilhelm Geiger                         | deutscher Indologe und Iranist                                                                                                | 87    |       |
| 2. September  | Marsden Hartley                        | US-amerikanischer Maler | 66    |       |
| 2. September  | Michał Rozenfeld                       | polnischer jüdischer Widerstandskämpfer                                                                                       |       |       |
| 2. September  | Arthur Ernest Streeton                 | australischer Maler | 76    |       |
| 3. September  | Gerhard Lantschner                     | österreichisch-deutscher Skirennläufer                                                                                        | 30    |       |
| 3. September  | Rudolf Mandrella                       | deutscher Jurist und Gegner des Naziregimes                                                                                   | 41    |       |
| 3. September  | Leon Moisseiff                         | lettisch-US-amerikanischer Brückenbau-Ingenieur                                                                               | 70    |       |
| 3. September  | Rafael Seligmann                       | russisch-deutscher Publizist und Übersetzer ins Jiddische                                                                     | 68    |       |
| 3. September  | Arnd Freiherr von Wedekind             | deutscher Widerstandskämpfer im Nationalsozialismus                                                                           | 24    |       |
| 4. September  | Heinrich Arenz                         | deutscher Straßenbahner und Politiker (KPD)                                                                                   | 42    |       |
| 4. September  | Adolf Schlabitz                        | deutscher Maler | 89    |       |
| 4. September  | Heinrich Suso Waldeck                  | österreichischer Geistlicher und Schriftsteller                                                                               | 69    |       |
| 5. September  | Julius Fischer                         | österreichischer Politiker (SDAP), Landtagsabgeordneter                                                                       | 61    |       |
| 5. September  | Günther Fleischel                      | deutscher Handelsvertreter, Mitglied der SA und des Nationalsozialistischen Kraftfahrkorps sowie Judenältester im Ghetto Riga | 40    |       |
| 5. September  | Aleš Hrdlička                          | böhmisch-US-amerikanischer Anthropologe                                                                                       | 74    |       |
| 5. September  | Friedrich Klug                         | deutscher Buchhalter, Widerstandskämpfer und politisch Verfolgter des NS-Regimes                                              | 35    |       |
| 5. September  | Andreas Likourinos                     | griechischer Widerstandskämpfer gegen den Nationalsozialismus                                                                 |       |       |
| 5. September  | Adolf Müller                           | deutscher Journalist, Politiker und Diplomat                                                                                  | 80    |       |
| 5. September  | Ferdinand Schmitz                      | deutscher Lehrer, Journalist und Heimathistoriker                                                                             | 76    |       |
| 5. September  | James H. Sinclair                      | US-amerikanischer Politiker                                                                                                   | 71    |       |
| 6. September  | Omar Cáceres                           | chilenischer Lyriker | 39    |       |
| 6. September  | Dé Kessler                             | niederländischer Fußballspieler                                                                                               | 52    |       |
| 6. September  | Duncan Black MacDonald                 | US-amerikanischer Orientalist und Missionar                                                                                   | 80    |       |
| 6. September  | Reginald McKenna                       | britischer Politiker, Mitglied des House of Commons                                                                           | 80    |       |
| 6. September  | Max von der Porten                     | deutscher Industrieller | 64    |       |
| 6. September  | Friend Richardson                      | US-amerikanischer Politiker                                                                                                   | 77    |       |
| 6. September  | Alfred Sällik                          | estnischer Tenor, Schauspieler und Regisseur                                                                                  | 53    |       |
| 7. September  | Kurt Bietzke                           | deutscher Widerstandskämpfer gegen den Nationalsozialismus                                                                    | 49    |       |
| 7. September  | Herbert Budzislawski                   | deutsch-jüdischer Widerstandskämpfer gegen den Nationalsozialismus                                                            | 22    |       |
| 7. September  | Aaron Van Schaick Cochrane             | US-amerikanischer Jurist und Politiker                                                                                        | 85    |       |
| 7. September  | Mary Karadja                           | schwedische Spiritistin und Antisemitin                                                                                       | 75    |       |
| 7. September  | Elmer Kraemer                          | US-amerikanischer Chemiker | 45    |       |
| 7. September  | Karlrobert Kreiten                     | deutscher Pianist mit niederländischer Staatsbürgerschaft                                                                     | 27    |       |
| 7. September  | J. P. Morgan, Jr.                      | US-amerikanischer Unternehmer und Bankier                                                                                     | 76    |       |
| 7. September  | Alexander Zämelis                      | russisch-lettischer Botaniker                                                                                                 | 46    |       |
| 8. September  | Julius Fučík                           | tschechischer Schriftsteller, Journalist und kommunistischer Kulturpolitiker                                                  | 40    |       |
| 8. September  | João Gomez de Araújo                   | brasilianischer Komponist | 97    |       |
| 8. September  | Oskar Guttmann                         | deutscher Komponist | 58    |       |
| 8. September  | Rudolf Hallmeyer                       | deutscher Kommunist und Widerstandskämpfer                                                                                    | 35    |       |
| 8. September  | Richard Hinkelmann                     | deutscher Arbeiter und Widerstandskämpfer gegen den Nationalsozialismus                                                       | 47    |       |
| 8. September  | Heinrich Lochner                       | österreichischer Straßenbahner und Widerstandskämpfer gegen den Nationalsozialismus                                           | 43    |       |
| 8. September  | Rudolf Scheffel                        | deutscher Kommunist und Widerstandskämpfer                                                                                    | 42    |       |
| 8. September  | Engelbert Steiner                      | deutscher Arbeiter und Opfer des Nationalsozialismus                                                                          | 39    |       |
| 8. September  | Magnus Stifter                         | österreichischer Schauspieler                                                                                                 | 65    |       |
| 8. September  | Johannes Tramsen                       | deutscher Pastor | 66    |       |
| 8. September  | Felix Tucholla                         | deutscher Widerstandskämpfer gegen den Nationalsozialismus                                                                    | 44    |       |
| 9. September  | Charles McLean Andrews                 | US-amerikanischer Historiker und Hochschullehrer                                                                              | 80    |       |
| 9. September  | William Otto Bauer                     | deutscher Handelsreisender und ein Opfer der NS-Kriegsjustiz                                                                  | 57    |       |
| 9. September  | Carlo Bergamini                        | italienischer Admiral | 54    |       |
| 9. September  | Fernand Gabriel                        | französischer Automobilrennfahrer                                                                                             | 65    |       |
| 9. September  | Theo Hespers                           | deutscher Widerstandskämpfer in der Zeit des Nationalsozialismus                                                              | 39    |       |
| 9. September  | Henry Hughes Hough                     | US-amerikanischer Marineoffizier                                                                                              | 72    |       |
| 9. September  | Li Shiqun                              | chinesischer Politiker, Vorsitzender des Geheimdienstes der Regierung in Nanking, Minister für Untersuchung und Statistik     |       |       |
| 9. September  | Eugen Neutert                          | deutscher Widerstandskämpfer gegen den Nationalsozialismus                                                                    | 38    |       |
| 9. September  | Wilhelm Schürmann-Horster              | Widerstandskämpfer gegen den Nationalsozialismus                                                                              | 43    |       |
| 9. September  | Colin Fraser Symington                 | britischer Botaniker und Forstwissenschaftler                                                                                 | 37    |       |
| 9. September  | Wolfgang Thiess                        | deutscher kommunistischer Widerstandskämpfer                                                                                  | 31    |       |
| 10. September | Leo Bönhoff                            | deutscher Pfarrer, Heimatforscher und Kirchenhistoriker                                                                       | 70    |       |
| 10. September | Arnold Feuereisen                      | deutschbaltischer Archivar | 75    |       |
| 10. September | Josef Frenken                          | deutscher Jurist, Verwaltungsbeamter und Politiker (Zentrum)                                                                  | 88    |       |
| 10. September | Kurt Granzow                           | deutscher Funktionär der KPD                                                                                                  | 34    |       |
| 10. September | Michael Guglhör                        | deutscher SS-Führer | 46    |       |
| 10. September | Herta Mannheimer                       | deutsche Kommunalpolitikerin (SPD)                                                                                            | 52    |       |
| 10. September | Christopher Tostrup Paus               | norwegischer päpstlicher Kammerherr, Graf, Gutsbesitzer, Philanthrop und Kunstsammler                                         | 81    |       |
| 11. September | Andreas Latzko                         | österreichischer pazifistischer Schriftsteller                                                                                | 67    |       |
| 11. September | Giuseppina Rippa                       | italienische Hausangestellte                                                                                                  | 30    |       |
| 11. September | Inocêncio Camacho Rodrigues            | portugiesischer Bankmanager und Politiker                                                                                     |       |       |
| 11. September | Farid Simaika                          | ägyptischer Wasserspringer | 36    |       |
| 11. September | Friedrich von Sölder                   | österreichischer Neurologe | 76    |       |
| 11. September | Susan Stebbing                         | britische Philosophin | 57    |       |
| 12. September | Josef Altinger                         | römisch-katholischer Priester und Nationalsozialist                                                                           | 39    |       |
| 12. September | Giuseppe Castelli                      | römisch-katholischer Bischof von Novara                                                                                       | 71    |       |
| 13. September | Ludwig von dem Bruch                   | österreichischer Opernsänger                                                                                                  | 74    |       |
| 13. September | Emile Evrard                           | deutscher Sänger und Schauspieler                                                                                             | 61    |       |
| 13. September | Albrecht von Freyberg                  | deutscher Marineoffizier, zuletzt Vizeadmiral und Marineattaché                                                               | 67    |       |
| 13. September | Christian Hege                         | deutscher mennonitischer Journalist und Historiker                                                                            | 73    |       |
| 13. September | Leopold Lucas                          | deutscher Historiker und Rabbiner                                                                                             | 70    |       |
| 13. September | John Rea Neill                         | US-amerikanischer Zeitschriften- und Kinderbuchillustrator                                                                    | 65    |       |
| 13. September | Rudolf Ramseyer                        | Schweizer Fußballspieler | 45    |       |
| 13. September | Francisco de Asís Vidal y Barraquer    | spanischer Kardinal der römisch-katholischen Kirche und Erzbischof von Tarragona                                              | 74    |       |
| 13. September | Heinrich Wenseler                      | deutscher Sprinter | 52    |       |
| 14. September | Franz Behrens                          | deutscher Politiker (DNVP), MdR                                                                                               | 71    |       |
| 14. September | Rune Carlsson                          | schwedischer Fußballspieler                                                                                                   | 33    |       |
| 14. September | Ugo Cavallero                          | italienischer Feldmarschall                                                                                                   | 62    |       |
| 14. September | Jacob Gens                             | litauischer Vorsitzender des Judenrats im Ghetto Wilna                                                                        |       |       |
| 14. September | Josef Hahn                             | österreichischer Architekt | 59    |       |
| 14. September | Wolfgang Leppmann                      | deutscher Slawist | 40    |       |
| 14. September | Ernst Linder                           | Dressurreiter und General | 75    |       |
| 14. September | Lloyd Loar                             | US-amerikanischer Instrumentenbauer                                                                                           | 57    |       |
| 14. September | Léonard Misonne                        | belgischer Fotograf | 73    |       |
| 14. September | Georg Roch                             | deutscher Bildhauer | 62    |       |
| 15. September | Hans Humpert                           | deutscher Komponist und Musikpädagoge                                                                                         | 42    |       |
| 15. September | Augusta Klein                          | englische Schriftstellerin | 77    |       |
| 15. September | Anton Lump                             | österreichischer Kaufmann und Politiker, Landtagsabgeordneter, Abgeordneter zum Nationalrat                                   | 77    |       |
| 15. September | Guy Ellcock Pilgrim                    | britischer Paläontologe und Geologe                                                                                           | 67    |       |
| 15. September | John F. Schrank                        | deutsch-US-amerikanischer Attentäter und Barkeeper                                                                            | 67    |       |
| 15. September | Herbert Willing                        | niederländischer Fußballschiedsrichter                                                                                        | 65    |       |
| 16. September | Carl Abegg                             | Schweizer Textilunternehmer                                                                                                   | 82    |       |
| 16. September | Dionizije Juričev                      | römisch-katholischer Militärgeistlicher und Ustascha-Funktionär                                                               | 28    |       |
| 16. September | John Muirhead Macfarlane               | schottischer Botaniker und Sachbuchautor                                                                                      | 87    |       |
| 16. September | Robert Schmidt                         | deutscher Politiker (SPD), MdR                                                                                                | 79    |       |
| 16. September | Eugénie Sellers Strong                 | britische Klassische Archäologin und Kunsthistorikerin                                                                        | 83    |       |
| 16. September | Henry Wellesley, 6. Duke of Wellington | britischer Soldat und Mitglied des House of Lords                                                                             | 31    |       |
| 17. September | Estella Agsteribbe                     | niederländische Kunstturnerin                                                                                                 | 34    |       |
| 17. September | Giuseppe Jona                          | italienischer Mediziner und Vorstand der jüdischen Gemeinde Venedig                                                           | 76    |       |
| 17. September | Gino Lucetti                           | italienischer Anarchist | 43    |       |
| 17. September | Carl Oldwig von Natzmer                | deutscher Verwaltungsbeamter und Rittergutsbesitzer                                                                           | 64    |       |
| 17. September | Max Oehler                             | Thüringer Kunstmaler | 62    |       |
| 17. September | Henriëtte Pimentel                     | niederländische Widerstandskämpferin                                                                                          | 67    |       |
| 17. September | Adalbert von Springer                  | österreichischer Mediziner und Widerstandskämpfer                                                                             | 46    |       |
| 18. September | Johannes Albrecht                      | katholischer Ordensbruder, 1943 hingerichtet                                                                                  | 36    |       |
| 18. September | Oskar Barnstorf                        | deutscher Architekt, Stadtbaumeister und Baurat in Hannover                                                                   | 64    |       |
| 18. September | Viktor Bruns                           | deutscher Jurist | 58    |       |
| 18. September | Max Funke                              | deutscher Autor | 64    |       |
| 18. September | William S. Harley                      | US-amerikanischer Unternehmer                                                                                                 | 62    |       |
| 18. September | Martin Kochmann                        | deutscher Arbeiter und Widerstandskämpfer gegen den Nationalsozialismus                                                       | 30    |       |
| 18. September | Richard Oertel                         | deutscher Kunsthistoriker und Sammler                                                                                         |       |       |
| 18. September | Charles E. Resser                      | US-amerikanischer Paläontologe                                                                                                | 54    |       |
| 19. September | Alexander Petrowitsch Apsit            | lettischer Künstler | 63    |       |
| 19. September | Erich Kreutz                           | deutscher Politiker | 59    |       |
| 19. September | Eduard Nößler                          | deutscher Organist und Chordirigent                                                                                           | 80    |       |
| 19. September | Hans-Thilo Schmidt                     | Spion, der Geheimnisse über die deutsche Enigma-Schlüsselmaschine verkaufte                                                   | 55    |       |
| 19. September | Hermann Schmitt                        | deutscher Richter und Ministerialbeamter in Bayern                                                                            | 79    |       |
| 20. September | Marcel Boulestin                       | französischer Koch, erster Fernsehkoch                                                                                        |       |       |
| 20. September | Ilse Kassel                            | deutsche Ärztin und Widerstandskämpferin gegen das NS-Regime                                                                  | 41    |       |
| 20. September | Suzuki Umetarō                         | japanischer Chemiker | 69    |       |
| 21. September | Barzilla W. Clark                      | US-amerikanischer Politiker                                                                                                   | 62    |       |
| 21. September | Hermann Jacques Jordan                 | deutscher Zoologe und Physiologe, Hochschullehrer in Utrecht                                                                  | 66    |       |
| 21. September | Hermann Krahforst                      | deutscher Kunstmaler | 70    |       |
| 21. September | Friedrich Kriegbaum                    | deutscher Kunsthistoriker | 42    |       |
| 21. September | Trixie Smith                           | US-amerikanische Blues-Sängerin                                                                                               |       |       |
| 21. September | Ladislaus Tuszyński                    | österreichischer Illustrator, Karikaturist und Trickfilmzeichner                                                              | 67    |       |
| 21. September | Kingsley Wood                          | britischer Politiker (Conservative Party), Mitglied des House of Commons                                                      | 62    |       |
| 22. September | Adolf Ahlers                           | deutscher Kaufmann und Honorarkonsul                                                                                          | 79    |       |
| 22. September | Marija Bursać                          | jugoslawische Kommunistin und Partisanin                                                                                      | 22    |       |
| 22. September | William H. Hinebaugh                   | US-amerikanischer Politiker                                                                                                   | 75    |       |
| 22. September | Anton Kofler                           | österreichischer Politiker (DnP), Abgeordneter zum Nationalrat                                                                | 88    |       |
| 22. September | Wilhelm Kube                           | deutscher Politiker (NSDAP), MdR, MdL, Gauleiter, Generalkommissar für Weißrussland                                           | 55    |       |
| 22. September | Hans Pedersen                          | dänischer Turner | 55    |       |
| 22. September | Otto Pflanzl                           | österreichischer Heimatdichter                                                                                                | 78    |       |
| 23. September | Ivo Benkovič                           | slowenischer Politiker, Mitglied des Abgeordnetenhauses                                                                       | 68    |       |
| 23. September | John Jacob Crew Bradfield              | australischer Bauingenieur und verantwortlich für den Bau der Sydney Harbour Bridge                                           | 75    |       |
| 23. September | Salvo D’Acquisto                       | italienischer Militär, Unteroffizier der italienischen Carabinieri                                                            | 22    |       |
| 23. September | Elinor Glyn                            | britische Schriftstellerin, Journalist und Drehbuchautorin                                                                    | 78    |       |
| 23. September | Mathilde von Horn                      | deutsche Krankenschwester und Generaloberin der Schwesternschaften des Deutschen Roten Kreuzes                                | 68    |       |
| 23. September | Thomas Lenschau                        | deutscher Althistoriker und Gymnasiallehrer                                                                                   | 77    |       |
| 23. September | Rudolf Mautner                         | österreichischer Eisendreher und Opfer der politischen Justiz des Nationalsozialismus                                         | 51    |       |
| 23. September | Anna Muzik                             | österreichische Metallarbeiterin und Widerstandskämpferin                                                                     | 52    |       |
| 23. September | Käthe Odwody                           | österreichische Hilfsarbeiterin, Betriebsrätin und Widerstandskämpferin gegen den Nationalsozialismus                         | 42    |       |
| 23. September | Franz Schuster                         | österreichischer Widerstandskämpfer (KPÖ)                                                                                     | 39    |       |
| 23. September | Lucien Sicotte                         | kanadischer Violinist und Musikpädagoge                                                                                       | 41    |       |
| 23. September | Ernst Trygger                          | schwedischer Politiker, Mitglied des Riksdag und Ministerpräsident (1923–1924)                                                | 85    |       |
| 23. September | Theodor Wolff                          | deutscher Schriftsteller, Publizist und Kritiker                                                                              | 75    |       |
| 24. September | Antonio Gandin                         | italienischer Generalmajor | 52    |       |
| 25. September | Josef Albisser                         | Schweizer Jurist und Politiker (SP)                                                                                           | 75    |       |
| 25. September | Alexe Altenkirch                       | deutsche Malerin, Grafikerin, Designerin und Kunstpädagogin                                                                   | 72    |       |
| 25. September | Kusma Akimowitsch Gurow                | sowjetischer Generalleutnant                                                                                                  | 42    |       |
| 25. September | Alexander Hall                         | kanadischer Fußballspieler | 62    |       |
| 25. September | Jens Holmboe                           | norwegischer Botaniker | 63    |       |
| 25. September | Balser Puorger                         | Schweizer Schriftsteller | 79    |       |
| 25. September | Kurt Rosenfeld                         | deutscher Politiker (SPD, USPD, SADP), MdR und Anwalt                                                                         | 66    |       |
| 25. September | Augusta Stowe-Gullen                   | kanadische Ärztin, Frauenrechtlerin und Theosophin                                                                            | 86    |       |
| 26. September | Alois Brunner                          | österreichischer Widerstandskämpfer, Opfer der NS-Justiz                                                                      | 36    |       |
| 26. September | Julius Hagedorn                        | deutscher Architekt und Baubeamter, Stadtbaurat in Bremerhaven                                                                | 69    |       |
| 26. September | Kimura Hisashi                         | japanischer Astronom | 72    |       |
| 27. September | Albrecht Achilles                      | deutscher Marineoffizier, Kommandant von U 161 in der deutschen Kriegsmarine, Ritterkreuzträger                               | 29    |       |
| 27. September | Walther Grosse                         | deutscher Jurist und Regionalhistoriker                                                                                       | 63    |       |
| 27. September | Willoughby Hamilton                    | irischer Tennis-, Fußball- und Badmintonspieler                                                                               | 78    |       |
| 27. September | Luigi Lusignani                        | italienischer Oberst | 47    |       |
| 27. September | Mao Zemin                              | chinesischer Revolutionär, Bruder von Mao Zedong                                                                              | 47    |       |
| 27. September | Paul Moennich                          | deutscher Physiker, Maler und Fotograf                                                                                        | 88    |       |
| 27. September | Denis O’Leary                          | US-amerikanischer Jurist und Politiker                                                                                        | 80    |       |
| 27. September | Cassius M. Shartel                     | US-amerikanischer Politiker                                                                                                   | 83    |       |
| 27. September | Hermann Siedentop                      | deutscher Bildhauer und Lehrer an einer Kunstgewerbeschule                                                                    | 78    |       |
| 27. September | Leopold Suchsland                      | österreichischer Musikpädagoge und Komponist                                                                                  | 72    |       |
| 28. September | Richard Austin Freeman                 | britischer Schriftsteller | 81    |       |
| 28. September | Juan José Maíztegui y Besoitaiturria   | spanischer Geistlicher und Erzbischof von Panama                                                                              | 65    |       |
| 28. September | Johannes Ott                           | deutscher römisch-katholischer Geistlicher und Märtyrer                                                                       | 58    |       |
| 28. September | Julius Ritter                          | deutscher SS-Offizier, wurde als „Beauftragter für den Arbeitseinsatz in Frankreich“ 1943 von der Résistance erschossen       |       |       |
| 28. September | Sam Ruben                              | US-amerikanischer Chemiker | 29    |       |
| 28. September | Albert Steche                          | deutscher Chemiker, Industrieller und Politiker                                                                               | 81    |       |
| 28. September | Käthe Tucholla                         | deutsche Widerstandskämpferin gegen den Nationalsozialismus                                                                   | 33    |       |
| 28. September | Karl Walser                            | Schweizer Maler, Bühnenbildner und Illustrator                                                                                | 66    |       |
| 29. September | Aurelio Barrios y Morales              | mexikanischer Komponist, Organist, Pianist und Musikpädagoge                                                                  | 63    |       |
| 29. September | Max Grünberg                           | deutscher Schauspieler | 66    |       |
| 29. September | Karl Jackstien                         | deutscher Politiker (NSDAP)                                                                                                   | 44    |       |
| 29. September | Heinrich Kautsch                       | österreichischer Bildhauer und Medailleur                                                                                     | 84    |       |
| 29. September | Yrjö Kulovesi                          | finnischer Schularzt und Psychoanalytiker                                                                                     | 55    |       |
| 30. September | Naum Aronson                           | französisch-russischer Bildhauer                                                                                              | 70    |       |
| 30. September | Bernardino Gálvez Bellido              | spanischer Violoncellist und Musikpädagoge                                                                                    |       |       |
| 30. September | Maria Jotuni                           | finnische Schriftstellerin | 63    |       |
| 30. September | Johan Ludwig Mowinckel                 | norwegischer Reeder und Politiker (Venstre-Partei), Mitglied des Storting                                                     | 72    |       |
| 30. September | Franz Oppenheimer                      | deutscher Soziologe und Nationalökonom                                                                                        | 79    |       |
| 30. September | Adolf Paul                             | deutsch-schwedisch-finnischer Schriftsteller                                                                                  | 80    |       |
| 30. September | Karl Zwengauer                         | deutscher Offizier, zuletzt Generalleutnant im Zweiten Weltkrieg                                                              | 60    |       |
|               | Mira Bernstein                         | litauische Lehrerin und Kommunistin                                                                                           |       |       |
|               | Walter Kruse                           | deutscher Arzt, Hygieniker, Bakteriologe und Hochschullehrer                                                                  |       |       |
|               | Paul Merzbach                          | österreichischer Dramaturg, Theaterregisseur, Drehbuchautor, Filmregisseur und Filmeditor                                     | 54    |       |
|               | Juliusz Schauder                       | polnischer Mathematiker |       |       |
|               | Oswald Teichmüller                     | deutscher Mathematiker | 30    |       |